# 빈센트 프라이스
빈센트 레너드 프라이스 주니어(영어: Vincent Leonard Price Jr., 1911년 3월 27일 ~ 1993년 10월 25일)는 비록 그의 경력은 영화 누아르, 드라마, 미스터리, 스릴러, 코미디를 포함한 다른 장르에 걸쳐 있었지만 공포영화에서 그의 연기로 가장 잘 알려진 미국의 배우였다. 그는 무대, 텔레비전, 라디오에 출연했고 100편이 넘는 영화에 출연했다. 그는 할리우드 명예의 거리에 두 명의 스타를 두고 있는데, 하나는 영화와 TV를 위한 것이다. 그는 미주리주 세인트루이스 근처에서 태어나 자랐으며 세인트루이스 명예의 거리에 스타가 있다.
미술사 학위를 받은 미술품 수집가 겸 예술 상담가였으며, 그 주제에 대해 강의하고 책을 썼다. 이스트 로스엔젤레스 대학의 빈센트 프라이스 미술관은 그를 기리기 위해 지어졌다. 그는 또한 유명한 미식가 요리사였다.